# КК Староград Гдањски
КК Староград Гдањски (пољ. SKS Starogard Gdański) је пољски кошаркашки клуб из истоименог места. Из спонзорских разлога пун назив клуба гласи Полфарма Староград Гдањски (Polpharma Starogard Gdański). У сезони 2017/18. такмичи се у Првој лиги Пољске.

## Успеси

### Национални
- Куп Пољске:
  - Победник (1) :  2011.
  - Финалиста (1) :  2006.

- Суперкуп Пољске:
  - Победник (1) :  2011.

## Познатији играчи
- Андрија Бојић
- Дејвид Логан
- Иван Кољевић
- Милан Миловановић
- Урош Мирковић

## Познатији тренери
- Зоран Сретеновић
- Миљан Чуровић